# Karl Diebitsch
Karl Friedrich Wilhelm Diebitsch (Hannover, 3 januari 1899 - Kreuth, 6 augustus 1985) was een Duitse officier en SS-Oberführer tijdens de Tweede Wereldoorlog. Hij was tevens een porseleinschilder en kunstschilder, en adviseur van de Reichsführer-SS Heinrich Himmler in "artistieke vragen". Hij was een van de belangrijkste vertegenwoordigers van de zogenaamde Duitse kunst onder het nationaalsocialisme.
Diebitsch ontwierp samen met de grafisch ontwerper Walter Heck het geheel zwarte SS-uniform. 

## Leven
Op 3 januari 1899 werd Karl Diebitsch geboren in Hannover in Duitsland. Hij ging studeren aan de kunstacademie in Hannover, maar dit werd door de Eerste Wereldoorlog onderbroken.

### Eerste Wereldoorlog
In oktober 1915 meldde hij zich aan bij de Kaiserliche Marine. Diebitsch diende als matroos in een artillerieregiment. Hij behaalde aan het einde van de oorlog de rang van een Vizefeuerwerker der Reserve. Diebitsch werd tijdens de Eerste Wereldoorlog onderscheiden met het IJzeren Kruis 1914, 2e Klasse.

### Interbellum
Na de Eerste Wereldoorlog maakte Diebitsch vanaf 1918 tot 1925 zijn opleiding tot schilder-decorateur af. Van maart 1920 tot augustus 1923 was Diebitsch lid van het vrijkorps Oberland en nam deel aan de Ruhropstand. Nadat hij naar München was verhuisd, ontmoette hij Dietrich Eckart en vervolgens Adolf Hitler. In mei 1920 trad hij toe tot de Duitse Arbeiderspartij (DAP). In 1921 vocht hij ook aan de grens met Polen. In Breslau was hij een van de oprichters van een Ortsgruppe van de NSDAP. Nadat de partij was verboden en opnieuw werd opgericht, trad hij aanvankelijk niet meer toe, maar uitte hij scherpe kritiek op de recente ontwikkeling ervan.
Vanaf 1923 tot 1925 was Diebitsch leerling van Hermann Groeber aan de Kunstacademie van München. Op 25 april 1925 trouwde Diebitsch met Anny Raithel. Het echtpaar kreeg een dochter en zoon, hun eerste kind werd in januari 1927 geboren. Hierop was hij van 1927 tot 1931 hoofd van een porseleinschilderij in München, waarna hij geen vaste aanstelling kreeg. Na de Bierkellerputsch verliet Diebitsch de DAP. Hierna had Diebitsch diverse verschillende functies: gevolmachtigd van het belastingkantoor van de staat in Hannover, accountant van de Duitse boekerij en handelsdeskundige vertrouwensman belastingadviseur.
Op 9 september 1934 werd Diebitsch lid van de Schutzstaffel (SS) en hij kreeg de rang van een SS-Obertruppführer (sergeant), en werd geplaatst in de Persönlicher Stab Reichsführer-SS. Op 28 augustus 1934 werd Diebitsch bevorderd tot SS-Sturmführer (tweede luitenant). Hierna volgden nog twee bevorderingen (SS-Obersturmführer (eerste luitenant), SS-Sturmbannführer (majoor)) waarvan er twee bevorderingen (SS-Hauptsturmführer (kapitein), SS-Obersturmbannführer (luitenant-kolonel)) direct plaatsvonden. Op 1 november 1938 werd hij benoemd tot Chef der Hauptamt für Künstler Fragen in de Stab RFSS (vrije vertaling: Chef van het Hoofdkantoor voor Artistieke vragen).
Begin 1936 kreeg hij van Heinrich Himmler de opdracht om de Allach porselein mede op te richten, en werd daar artistiek directeur. Hij ontwierp vazen en de Julleuchter die bedoeld waren als cadeau voor de SS-leden. Op 1 mei 1937 werd Diebitsch opnieuw lid van de NSDAP.
In 1938 ontving hij een van de hoofdprijzen op de tentoonstelling van het Haus der Kunst in München voor zijn schilderij getiteld Mutter (Moeder). In 1939 ontwierp Diebitsch het briefhoofdlogo van de Ahnenerbe en wapenschilden voor SS-officieren. In mei 1939 ontwierp hij een raam voor een buitenmuur van de "König-Heinrich"-koepel in de abdij van Quedlinburg. Diebitsch ontwierp ook veel Duitse postzegels tijdens het Derde Rijk. Hij diende in de Persönlicher Stab Reichsführer-SS, en ontwierp een wandtapijt dat werd gemaakt door Elsie Seifert.

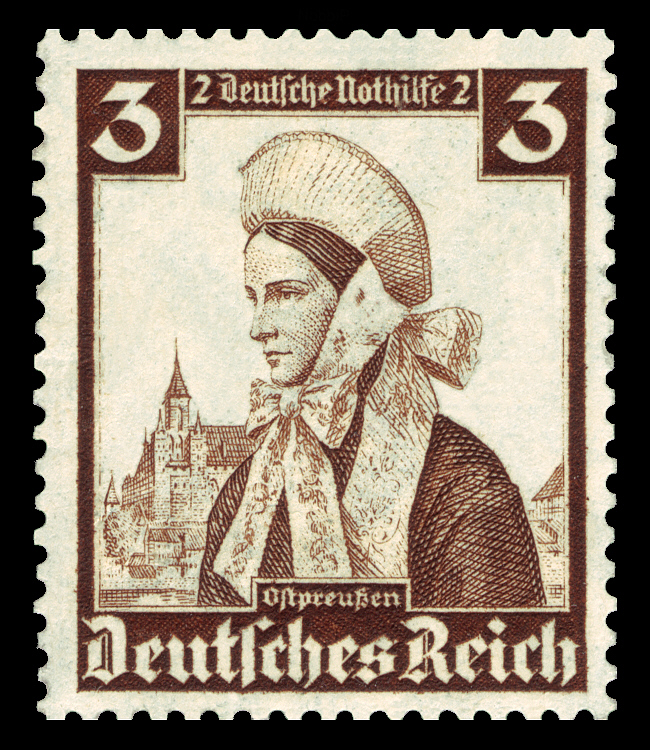
Een van de postzegels die Diebitsch ontwierp voor de Rijkspost.

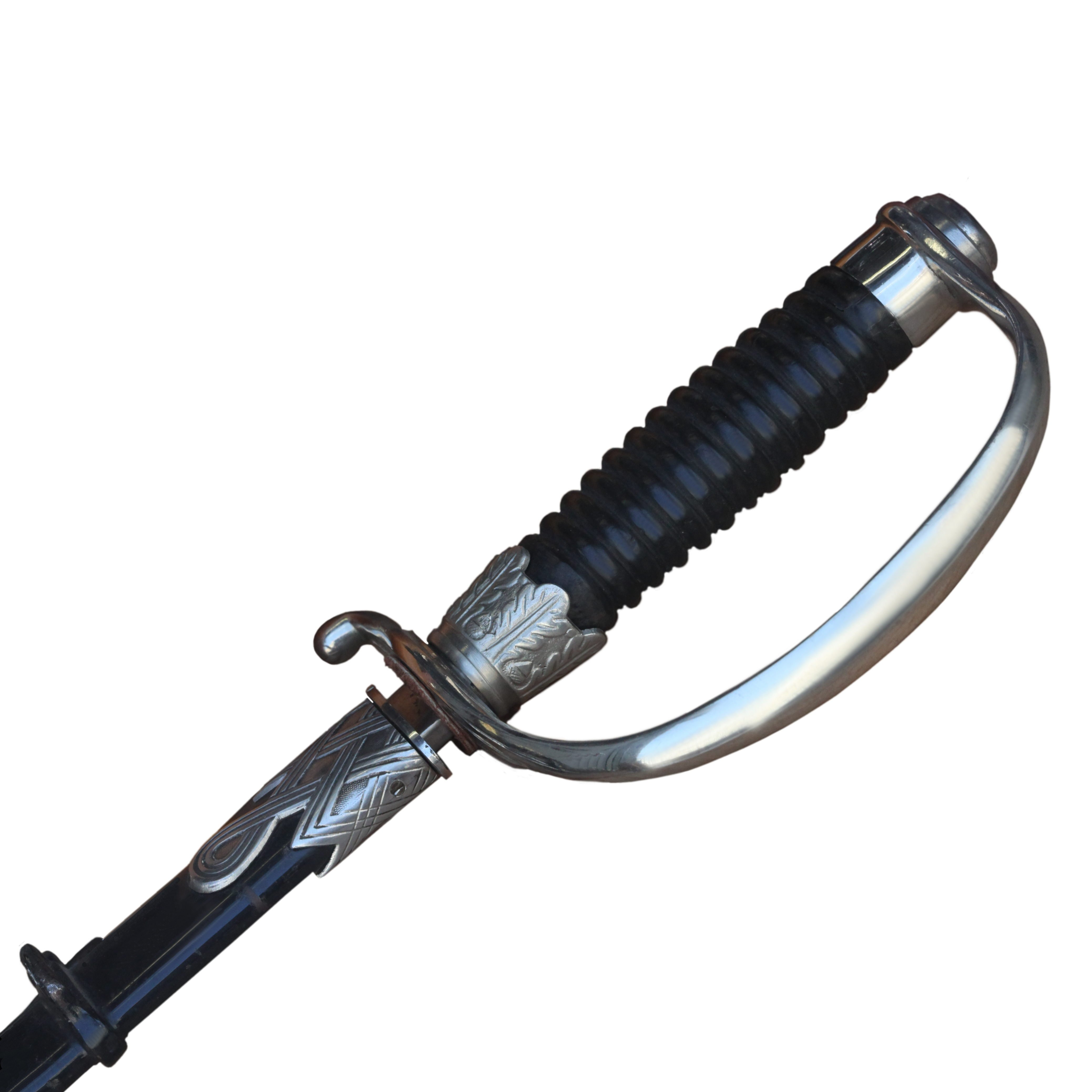
Het handvat van de Ehrendegen des Reichsführers-SS, was een ceremoniële en recht zwaard of sabel, ontworpen door Diebitsch.

In 1945 werd het wandtapijt verwijderd uit de residentie van Heinrich Himmler op de Berchtesgaden, door een lid van het 506th Parachute Infantry Regiment van de Amerikaanse 101e Luchtlandingsdivisie. Het wandtapijt hing oorspronkelijk in de Rijksdag, maar werd naar Himmlers woning overgebracht na een brand die een soortgelijk stuk verwoestte. De constructie was van zwaar gouddraad op een bloedrode fluwelen rug. De kwasten en het koord waren gemaakt van edelmetaal. De grootte was ongeveer 2.13 x 2.74 meter.
Op 20 april 1939 werd hij bevorderd tot SS-Standartenführer (kolonel), en kreeg van Adolf Hitler een eretitel van professor.
Parallel aan zijn opkomst bij de SS assisteerde Diebitsch Himmler in artistieke zaken, en verwierf hij erefuncties in de culturele sector. Al in 1934 was hij een adviseur van Himmler op artistiek gebied. In 1937 werd hij lid van de Reichskultursenats (vrije vertaling: Rijks Cultuur Senaat).

### Tweede Wereldoorlog
Op 11 november 1939 werd Diebitsch benoemd tot commandant van het 2e bataljon van de  11.SS-Totenkopfstandarte. Hierna werd hij vanaf 1 maart 1940 naar de Waffen-SS gecommandeerd. Hij werd als SS-Standartenführer der Reserve (W-SS) ingeschaald en hij werd tot commandant van het 11.SS-Totenkopfstandarte benoemd. Hierna volgde zijn overplaatsing naar het SS-Standarte "Germania". In 1941 werd Diebitsch in de staf van 5. SS-Panzer-Division Wiking geplaatst. Van 2 juli 1941 tot 4 juli 1941 werd hij naar het Westland gecommandeerd. Op 15 juli 1941 volgde zijn benoeming tot commandant van het SS Flak Abteilung 5. Hierna werd in de Persönlicher Stab Reichsführer-SS tot chef van het Amtes München benoemd; deze functie bekleedde hij tot het einde van de oorlog. Vanaf 1 mei 1943 diende Diebitsch als IIa (peroneelszaken officieren) in het III (Germaanse) SS Pantserkorps. Op 20 april 1944 werd hij bevorderd tot SS-Oberführer der Reserve (W-SS). In 1944 werd Diebitsch naar de Höchster SS- und Polizeiführer  (HöSSPF) in Italië gecommandeerd, en werd daar ingezet voor het Milizia Armata. Op 15 juni 1944 werd Diebitsch van de Kommandostab Reichsführer-SS naar de stafafdeling in het SS-Personalhauptamt overgeplaatst. Hierna werd hij benoemd tot commandant van het Waffen-Gebirgs-Artillerie-Regiment 24.

## Na de oorlog
Na de Tweede Wereldoorlog kreeg hij gratie tijdens de Processen van Neurenberg. Hij werkte nadien als porseleinschilder en ontwerper voor de Heinrich & Co-fabriek in Selb. Hier ontwikkelde hij samen met collega Karl Mötsch het Heinrich Gemmo-porselein. De hierbij ontwikkelde techniek en methode hield in dat het te schilderen motief met de hand hol wordt geslepen. In 1955 en 1956 werkte hij bij de Niederrhein Porseleinfabriek en daarna ging hij in 1957 werken voor Lorenz Hutchsenreuther in Selb. In 1959 werd zijn boek Figuren. Porzellanskulptur damals und heute gepubliceerd in Bamberg. Tijdens de laatste levensjaren hield Diebitsch zich vooral bezig met schilderen. Hij stief als weduwnaar op 6 augustus 1985 thuis in Kreuth. Andere bronnen vermelden: Tegernsee en Rottach-Egern als plaats van overlijden.

## Familie
Diebitz trouwde op 23 april 1925 met Anna Raithel. Zij kregen een zoon en een dochter, Helga. Zowel zijn vrouw als kinderen waren herhaald onderwerp van zijn tekeningen en schilderijen.

## Carrière
Diebitsch bekleedde verschillende rangen in zowel de Allgemeine-SS als Waffen-SS. De volgende tabel laat zien dat de bevorderingen niet synchroon liepen.
| Datum            | Kaiserliche Marine          | Allgemeine-SS          | Waffen-SS                              |
| ---------------- | --------------------------- | ---------------------- | -------------------------------------- |
| oktober 1915     | Matrose                     | —                      | —                                      |
|                  | Vizefeuerwerker der Reserve | —                      | —                                      |
| November 1933    | —                           | SS-Anwärter            | —                                      |
| 9 mei 1934       | —                           | SS-Mann                | —                                      |
| 20 oktober 1933  | —                           | SS-Obertruppführer     | —                                      |
| 9 september 1934 | —                           | SS-Sturmführer         | —                                      |
| 20 april 1935    | —                           | SS-Obersturmführer     | —                                      |
| 1 januari 1936   | —                           | SS-Hauptsturmführer    | —                                      |
| 9 november 1936  | —                           | SS-Sturmbannführer     | —                                      |
| 25 juli 1937     | —                           | SS-Obersturmbannführer | —                                      |
| 20 april 1939    | —                           | SS-Standartenführer    | —                                      |
| 20 april 1941    | —                           | SS-Oberführer          | —                                      |
| 1 december 1940  | —                           | —                      | SS-Standartenführer der Reserve (W-SS) |
| 20 april 1944    | —                           | —                      | SS-Oberführer der Reserve (W-SS)       |

## Lidmaatschapsnummers
- DAP: 1 463 (lid geworden 1 mei 1920), NSDAP-nr.: 4 690 956[13] (1 mei 1937)
- SS-nr.: 141 990[2] (lid geworden 9 september 1934)

## Onderscheidingen
- IJzeren Kruis 1939, 1e Klasse[1][13]
- IJzeren Kruis 1914, 2e Klasse[1][12][13]
- Erekruis voor Frontstrijders in de Wereldoorlog[1][12][13]
- Herhalingsgesp bij IJzeren Kruis 1939, 2e Klasse[1][13]
- Kruis voor Oorlogsverdienste, 2e Klasse[1] zonder Zwaarden[13]
- Gewondeninsigne 1939 in zilver
- Ehrendegen des Reichsführers-SS[12]
- SS-Ehrenring[12]
- Silezische Adelaar, 1e Klasse[14] en 2e Klasse